# Paraphlebia
Paraphlebia é um género de libelinha da família Megapodagrionidae.
Este género contém as seguintes espécies:
- Paraphlebia duodecima Calvert, 1901
- Paraphlebia hyalina Brauer, 1871
- Paraphlebia quinta Calvert, 1901
- Paraphlebia zoe Hagen, 18611